# Distretto di Heping (Tientsin)
Il distretto di Heping (cinese semplificato: 和平区; cinese tradizionale: 和平區; mandarino pinyin: Hépíng Qū) è un distretto di Tientsin. Ha una superficie di 9,97 km² e una popolazione di 470.000 abitanti al 2004.